# Salanfe
Pour les articles homonymes, voir Salanfe (homonymie).
La Salanfe (anciennement aussi la Sallanche) est un cours d'eau affluent au Rhône dans le canton du Valais en Suisse. Elle prend sa source au lac de Salanfe au pied des Dents du Midi.

## Géographie
Au sortir du lac de Salanfe, la rivière descend le vallon de Van, passe les gorges du Dailley et débouche sur la plaine du Rhône par une cascade appelée la Pissevache, à la hauteur de Vernayaz.
Le lac se trouve sur la commune d’Evionnaz, le vallon de Van avec ses habitations et les Gorges du Dailley sont sur la commune de Salvan, la chute de Pissevache finalement se trouve sur Vernayaz.

## Histoire
Les pâturages de Salanfe, entourant l'actuel lac de Salanfe, ont fait l’objet de conflits de propriété entre 1775 et 1919. Des reconnaissances sont établies de 1324 à 1732 en faveur de l’abbaye de Saint-Maurice. Un jugement de 1775 décide que Salanfe doit rester propriété de l'État souverain. Un accord de 1870 fixe la copropriété de Salanfe et de Clusanfe entre quatre bourgeoisies, soit 30 % à Saint-Maurice, 28 % à Vérossaz, 24 % à Evionnaz et 18 % à Massongex. La commune de Salvan réclame la propriété de Salanfe en 1917, mais échoue à convaincre le Grand Conseil qui prend sa décision finale en 1919,.

## Aménagements hydroélectriques

### Centrale de Miéville
Le lac de Salanfe est artificiel, son barrage alimente la centrale de Miéville de Salanfe S.A., propriété à 100 % du groupe Alpiq Suisse. Le barrage est à 1 925 mètres d'altitude, c'est un barrage poids de 52 m de haut, construit de 1947 à 1950. L’eau du lac de retenue provient des bassins versants de la Salanfe et de la Saufla, dont l’eau est amenée au barrage par une galerie de 4 km. Le bassin versant du barrage est de 31,8 km2, en comptant les eaux détournées de la Saufla qui s’écoule à l’Ouest du Col de Salanfe et se jette dans la Vièze peu avant Champéry.
La centrale est toute proche du bas de la cascade de Pissevache, à Vernayaz, à 452 mètres d’altitude, ce qui représente une chute de 1 472 mètres. Elle est équipée de deux turbines Pelton d’une puissance de 70 MW pour une production annuelle de 110 GWh. Des travaux de rénovation terminés en 2011 ont permis d’augmenter la puissance de l’installation de 16 %, sans modification du volume d’eau. Dans le cadre de ces transformations, la ligne aérienne passant à proximité du site touristique de Pissevache a été enterrée sur 1 100 mètres ce qui a permis de supprimer six pylônes.

### Centrale de Pissevache
Une prise d’eau des Forces motrices valaisannes se trouve dans les gorges du Dailley à 1 100 mètres d'altitude, sur la commune de Salvan. L’eau est turbinée puis restituée en amont de la cascade de Pissevache, après une chute de 506 mètres. Cet aménagement a été mis en service en 1898, mis hors service en 1997, puis rénové et remis en service en 2016. La puissance à la suite de la rénovation est de 1,7 MW pour un débit de 400 l/s. La production annuelle est de 5,2 GWh.

## Galerie

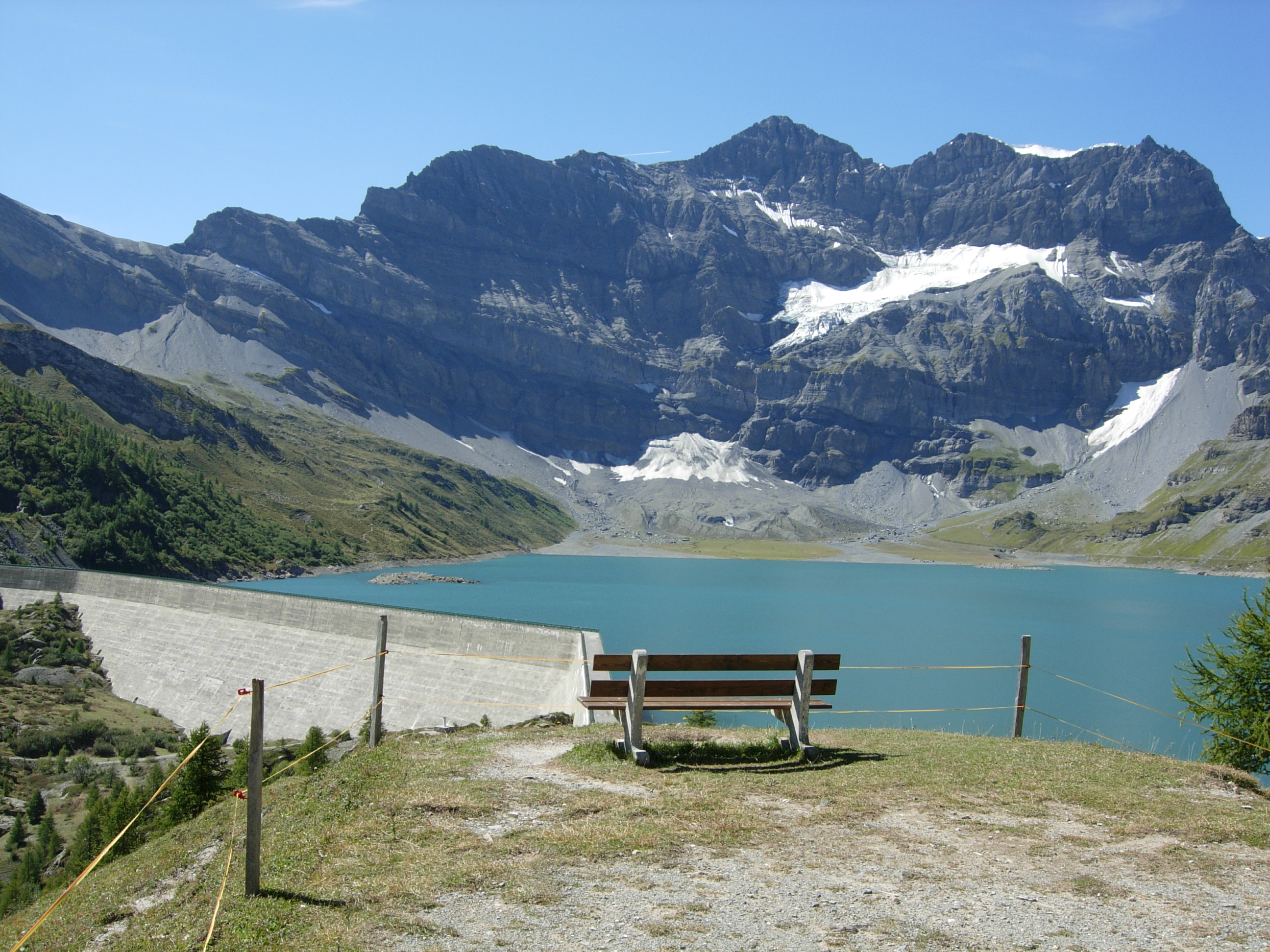
Lac de Salanfe et son barrage.
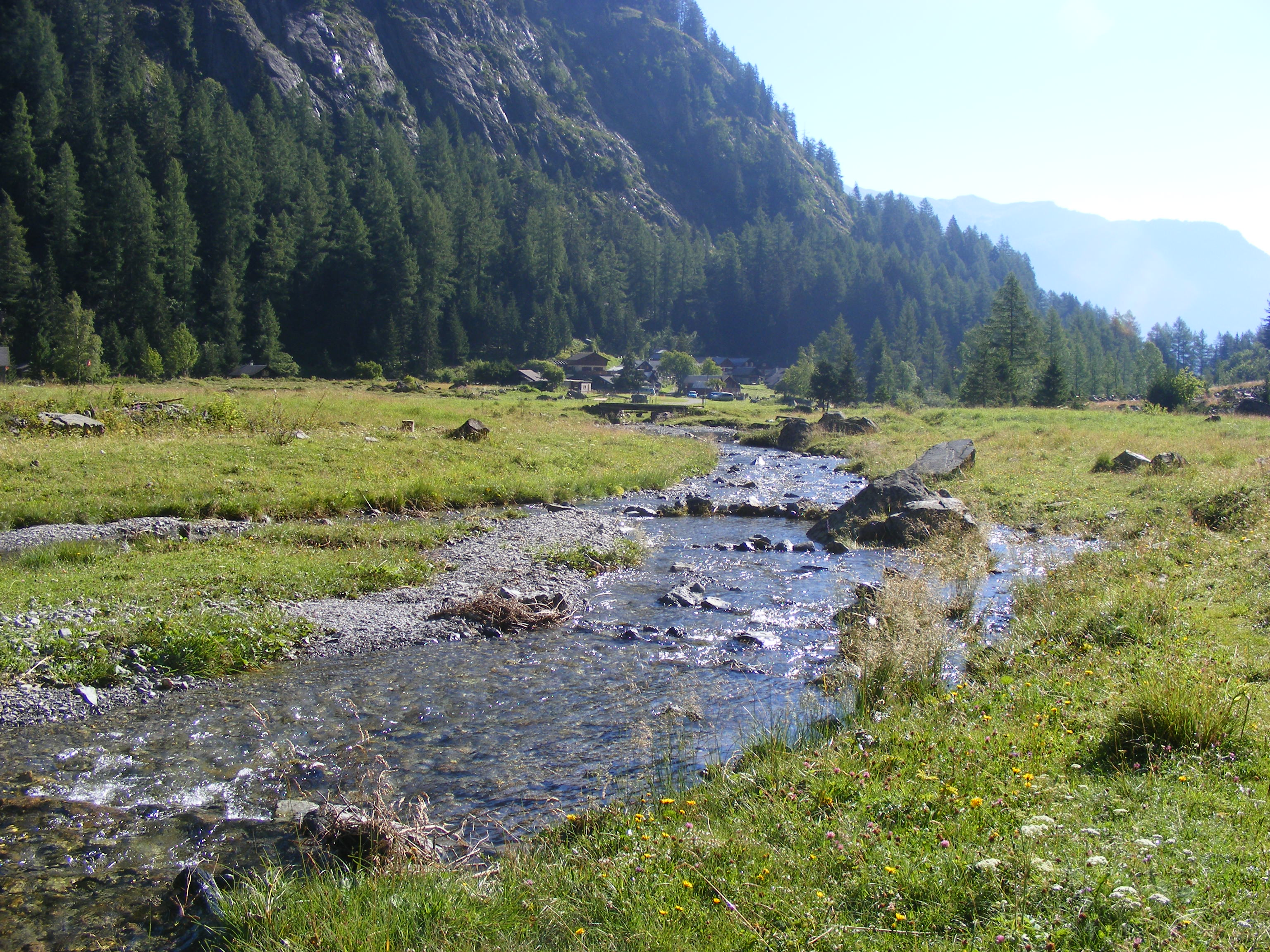
À Van d’en Haut.
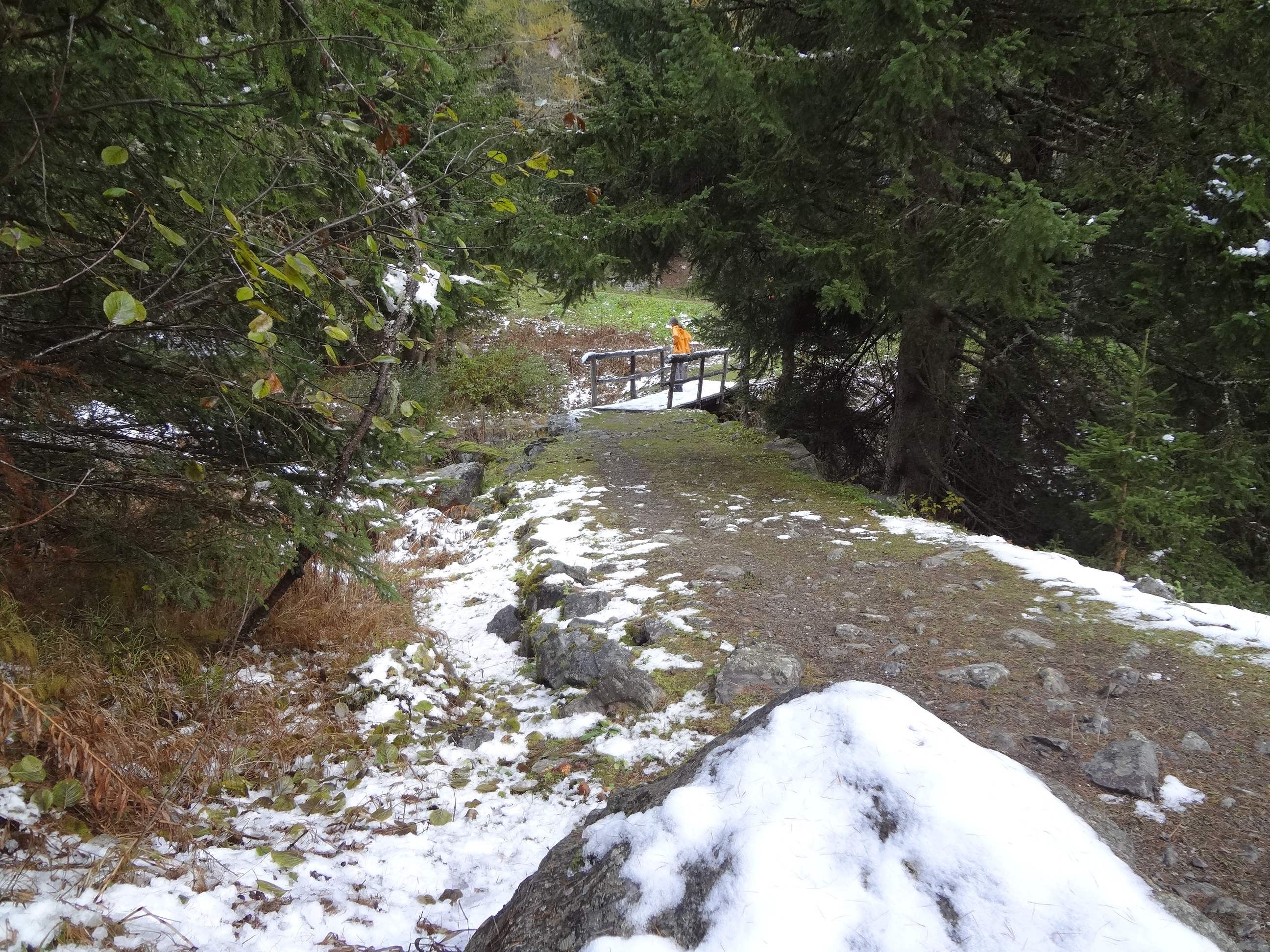
Pont sur la Salanfe dans le vallon de Van.
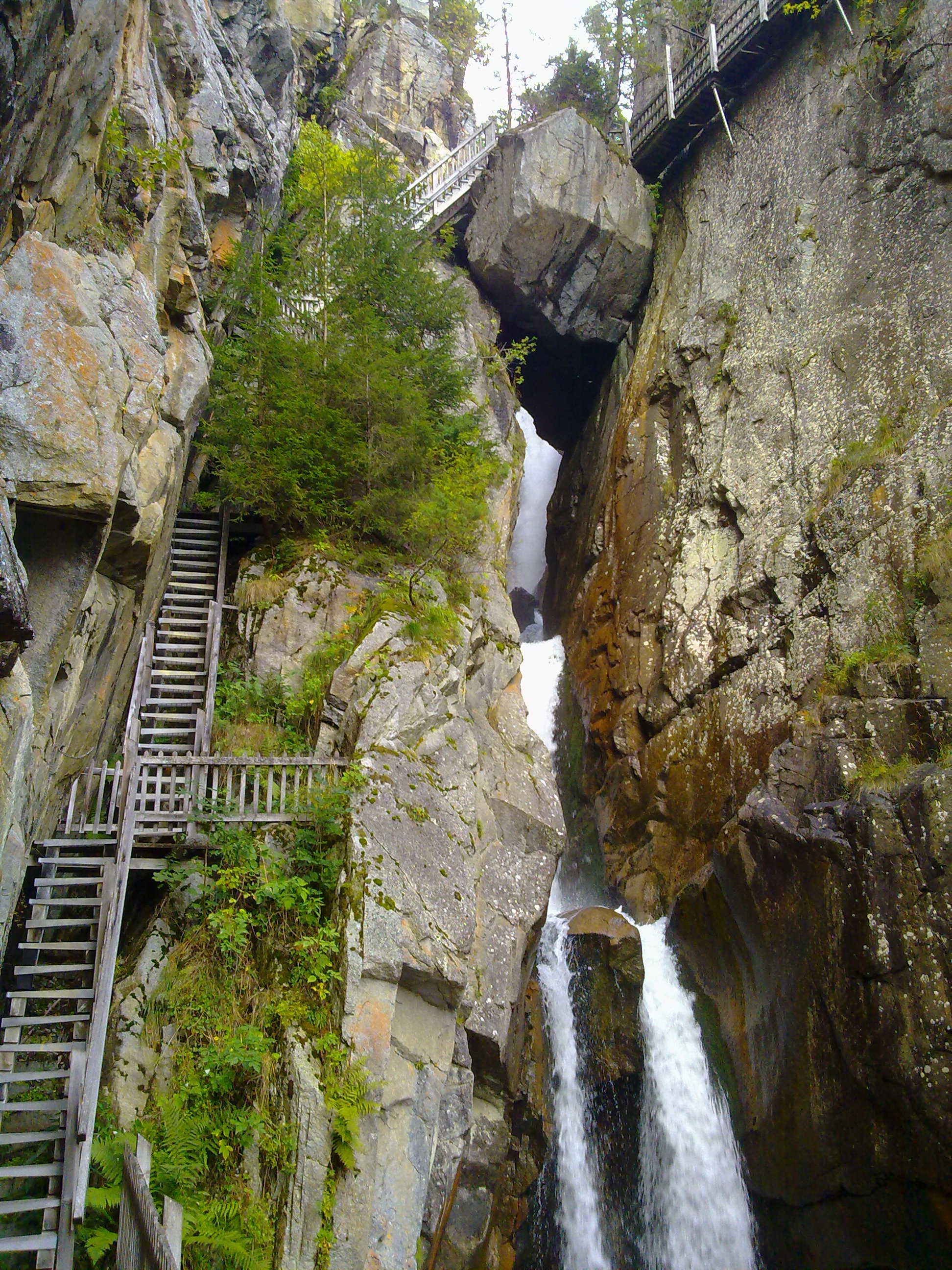
Cascades dans les gorges du Dailley.
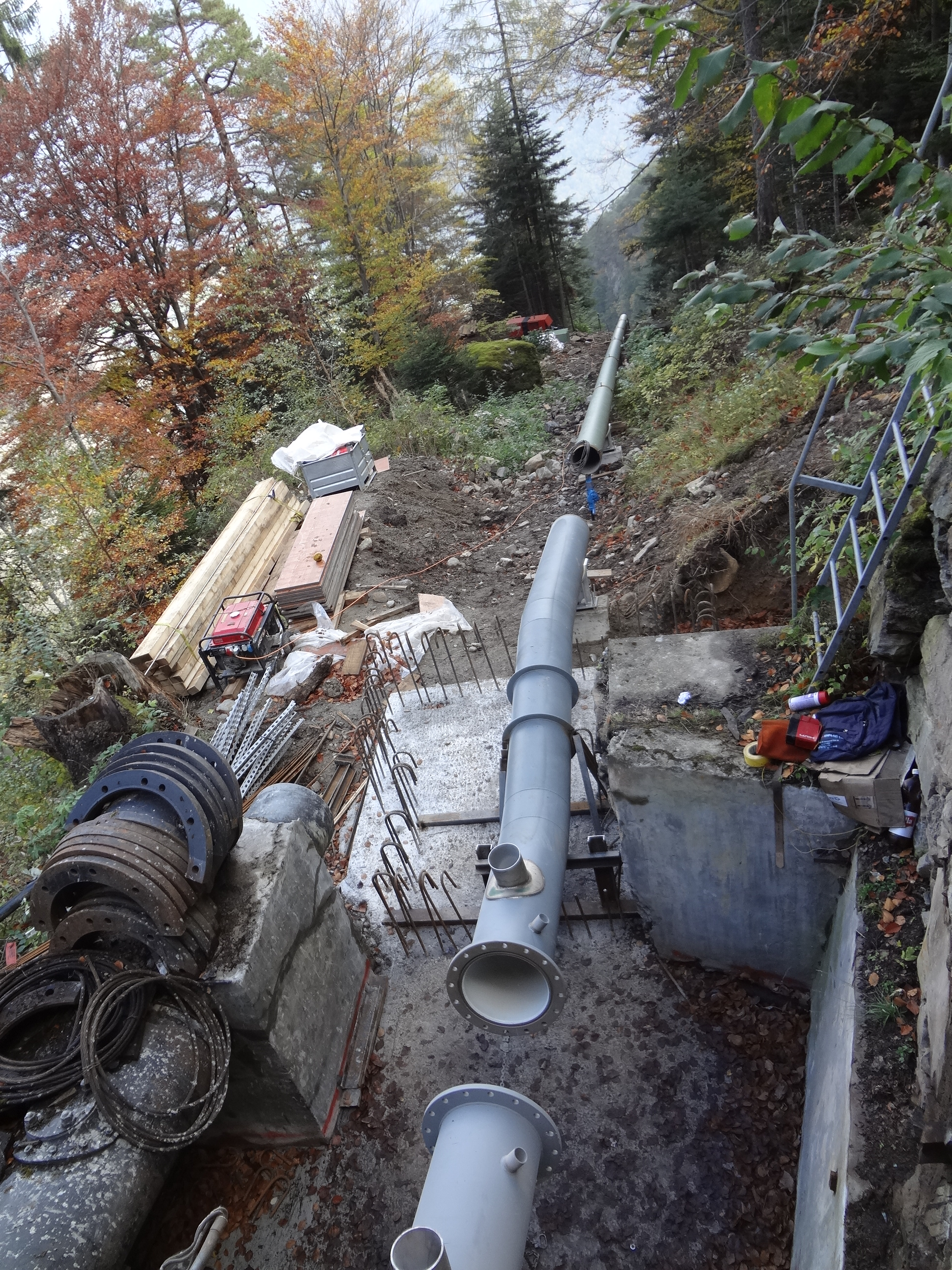
Captage pour la centrale de Pissevache.
Cascade de Pissevache (1790).